# Evangeliar von Konstantinopel (13. Jahrhundert)

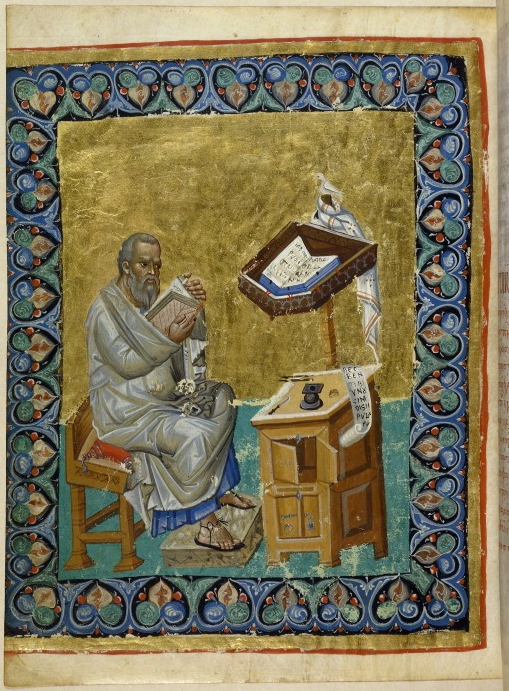
Evangelist Johannes

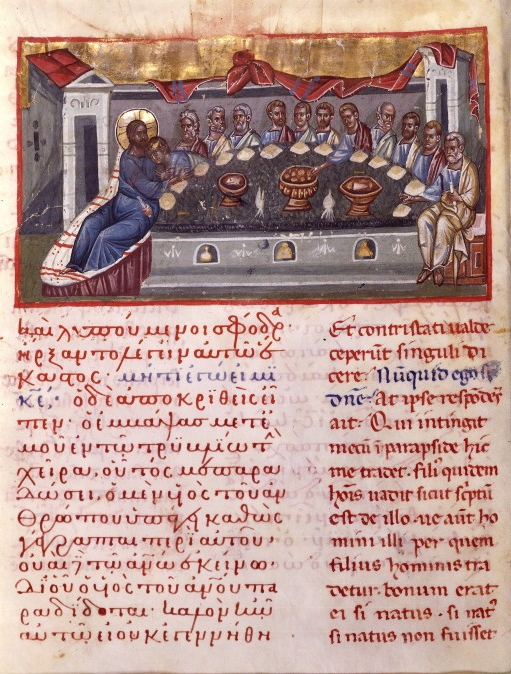
Fol. 96v

Das Evangeliar von Konstantinopel ist eine illustrierte Handschrift aus der zweiten Hälfte des 13. Jahrhunderts aus Konstantinopel. Sie ist eines der wenigen erhaltenen Manuskripte aus der Zeit der lateinischen Herrschaft in Konstantinopel.
Die Handschrift besteht aus 364 Pergamentblättern im Format 33,5 × 20 cm. Sie enthält die Texte der vier Evangelien des Neuen Testaments in griechischer Sprache mit einer parallelen lateinischen Übersetzung. Es sind 51 farbige Miniaturen erhalten, die teilweise beschädigt sind. Sie zeigen die Porträts der Evangelisten sowie Darstellungen aus Wundergeschichten, Gleichnissen und Passionsgeschichten der einzelnen Evangelien. Die Motive und deren Anordnung im Text gleichen den Abbildungen in einer Handschrift, die heute im Kloster Iviron auf dem Berg Athos aufbewahrt wird.
Die Handschrift befindet sich heute in der Französischen Nationalbibliothek in Paris, Signatur Grec. 54.